# Pictolejeunea piconii
Pictolejeunea piconii är en bladmossart som beskrevs av Tamás Pócs. Pictolejeunea piconii ingår i släktet Pictolejeunea och familjen Lejeuneaceae. Inga underarter finns listade i Catalogue of Life.